# Coleophora chretieni
Coleophora chretieni is een vlinder uit de familie kokermotten (Coleophoridae). De wetenschappelijke naam is voor het eerst geldig gepubliceerd in 1979 door Baldizzone.
De soort komt voor in Europa.